# 白波瀬誠
白波瀬 誠（しらはせ まこと、1950年- ）は、日本の実業家。京都中央信用金庫理事長。

## 人物・経歴
京都府出身。1972年京都産業大学経済学部卒業。1972年4月、京都中央信用金庫入り。西陣、堀川各支店長などを歴任し、2008年に理事就任。本店営業部長を経て13年に専務理事。15年11月から現職。